# Dimitri Konyshev
Dmitri Borissovitch Konychev  - en russe : Дмитрий Борисович Конышев - et en anglais : Dimitri Konyshev, forme le plus souvent utilisée, (né le 18 février 1966 à Gorki, en Russie) (ex URSS) est un coureur cycliste russe. Il devient professionnel en 1989 et termine sa carrière en 2006. Il a remporté une quarantaine de victoires. En 1989, Il a été vice-champion du monde sur route derrière Greg LeMond. Il a également fini troisième des championnats du monde sur route de 1992 à Benidorm, derrière Gianni Bugno et Laurent Jalabert.
Il est à compter de 2017 directeur sportif de l'équipe Katusha-Alpecin.

## Biographie
Son fils Alexander est également coureur cycliste. Il court pour l'Italie, son pays de naissance et où il a grandi.

## Palmarès

### Palmarès amateur
- 1986
  - 13e étape de la Coors Classic
  - 3e du championnat d'URSS sur route
- 1987
  - Gran Premio Palio del Recioto
  - Gran Premio della Liberazione
  - 6e étape du Tour de Sotchi
  - Tour des régions italiennes :
    - Classement général
    - 2e, 4e et 6e étapes

  - Tour d'Autriche :
    - Classement général
    - 3e étape

  - 6e étape du Tour de l'Avenir
  - Tour de l'URSS
  - 8e de la Course de la Paix
- 1988
  - 4ea (contre-la-montre par équipes) et 11e étapes du Tour de Cuba
  - 3e et 5e étapes du Tour des régions italiennes
  - Girobio
  - 2e étape du Tour de Pologne (contre-la-montre par équipes)
  - 3e du Gran Premio della Liberazione
  - 3e du Tour de Sotchi

### Palmarès professionnel
- 1989
  - 2e étape de la Semaine bergamasque
  - Coppa Agostoni
  - Tour d'Émilie
  - 2e du championnat d'URSS sur route
  - 2e du Tour de Toscane
  -  Médaillé d'argent du championnat du monde sur route
  - 3e de la Semaine bergamasque
- 1990
  -  Champion d'URSS sur route
  - Grand Prix de l'industrie et de l'artisanat de Larciano
  - 17e étape du Tour de France
- 1991
  - 3e étape de Tirreno-Adriatico
  - 19e et 22e étapes du Tour de France
  - 5e de la Flèche wallonne
- 1992
  - 6e étape du Tour des Asturies
  - 2e du championnat de Russie sur route
  - 3e de l'Amstel Gold Race
  -  Médaillé de bronze du championnat du monde sur route
  - 4e de la Classique de Saint-Sébastien
- 1993
  -  Champion de Russie sur route
  - 5e et 12e étapes du Tour d'Italie
  - 9e du Tour de Lombardie
- 1994
  - 1re étape du Tour des Pays-Bas
  - 4e du Tour de Lombardie
  - 5e du championnat du monde sur route
- 1995
  - Tour du Frioul
  - 3e de Tirreno-Adriatico
  - 3e de la Flèche brabançonne
  - 7e de Milan-San Remo
  - 7e du championnat du monde sur route
- 1996
  - Hofbrau Cup :
    - Classement général
    - 1re et 4e étapes

  - 18e étape du Tour d'Espagne
  - 2e de la LuK-Cup
  - 3e du championnat de Russie sur route
- 1997
  - 4e étape du Tour de Murcie
  - 7e étape de Tirreno-Adriatico
  - Grand Prix de Wallonie
  - Tour d'Italie :
    -  Classement intergiro
    - 9e étape

  - 6e étape du Tour de Pologne
  - 3e du Grand Prix du canton d'Argovie
- 1998
  - 4e étape du Tour de la Communauté valencienne
  - 3e du championnat de Russie sur route
- 1999
  - 14e étape du Tour de France
  - Grand Prix de Fourmies
  - Coppa Sabatini
  - 3e du Tour du Latium
  - 5e du Tour de Lombardie
  - 9e du championnat du monde sur route
- 2000
  - Tour de Romagne
  - Tour d'Italie :
    -  Classement par points
    - 7e étape

  - 10e de la course en ligne des Jeux olympiques
- 2001
  -  Champion de Russie sur route
  - Tour de Campanie
  - 5e étape du Tour de Suisse
  - Coppa Sabatini
  - 3e du Tour du Latium
- 2004
  - Tour du lac Léman
  - 4ea étape de la Bicyclette basque
  - 3e du Tour de Toscane
  - 3e du Tour de la province de Reggio de Calabre
- 2005
  - 1re étape du Tour des Asturies

### Résultats sur les grands tours

#### Tour de France
6 participations.
- 1990 : 25e, vainqueur de la 17e étape
- 1991 : 52e, vainqueur des 19e et 22e étapes
- 1992 : abandon (17e étape)
- 1995 : abandon (12e étape)
- 1998 : abandon (10e étape)
- 1999 : 62e, vainqueur de la 14e étape

#### Tour d'Italie
11 participations.
- 1989 : abandon (13e étape)
- 1990 : 30e
- 1993 : 26e, vainqueur des 5e et 12e étapes
- 1994 : abandon (19e étape)
- 1995 : abandon (14e étape)
- 1996 : non-partant (17e étape)
- 1997 : 37e, vainqueur du  classement intergiro et de la 9e étape
- 1998 : 51e
- 2000 : 57e,  vainqueur du classement par points et vainqueur de la 6e étape
- 2001 : 75e
- 2002 : 103e

#### Tour d'Espagne
3 participations.
- 1991 : abandon (5e étape)
- 1992 : non-partant (8e étape)
- 1996 : 35e, vainqueur de la 18e étape

### Résultats sur les championnats

#### Championnats du monde sur route (professionnels)
- Chambéry 1989 :  de la course en ligne
- Benidorm 1992 :  de la course en ligne
- 1994 : 5e de la course en ligne
- 1995 : 7e de la course en ligne
- 1999 : 9e de la course en ligne

### Classements mondiaux
| Année           | 2005 |
| --------------- | ---- |
| UCI Europe Tour | 235e |